# Споднє Хоче
Споднє Хоче (словен. Spodnje Hoče) — поселення в общині Хоче-Сливниця, Подравський регіон‎, Словенія.